# Jeandelize

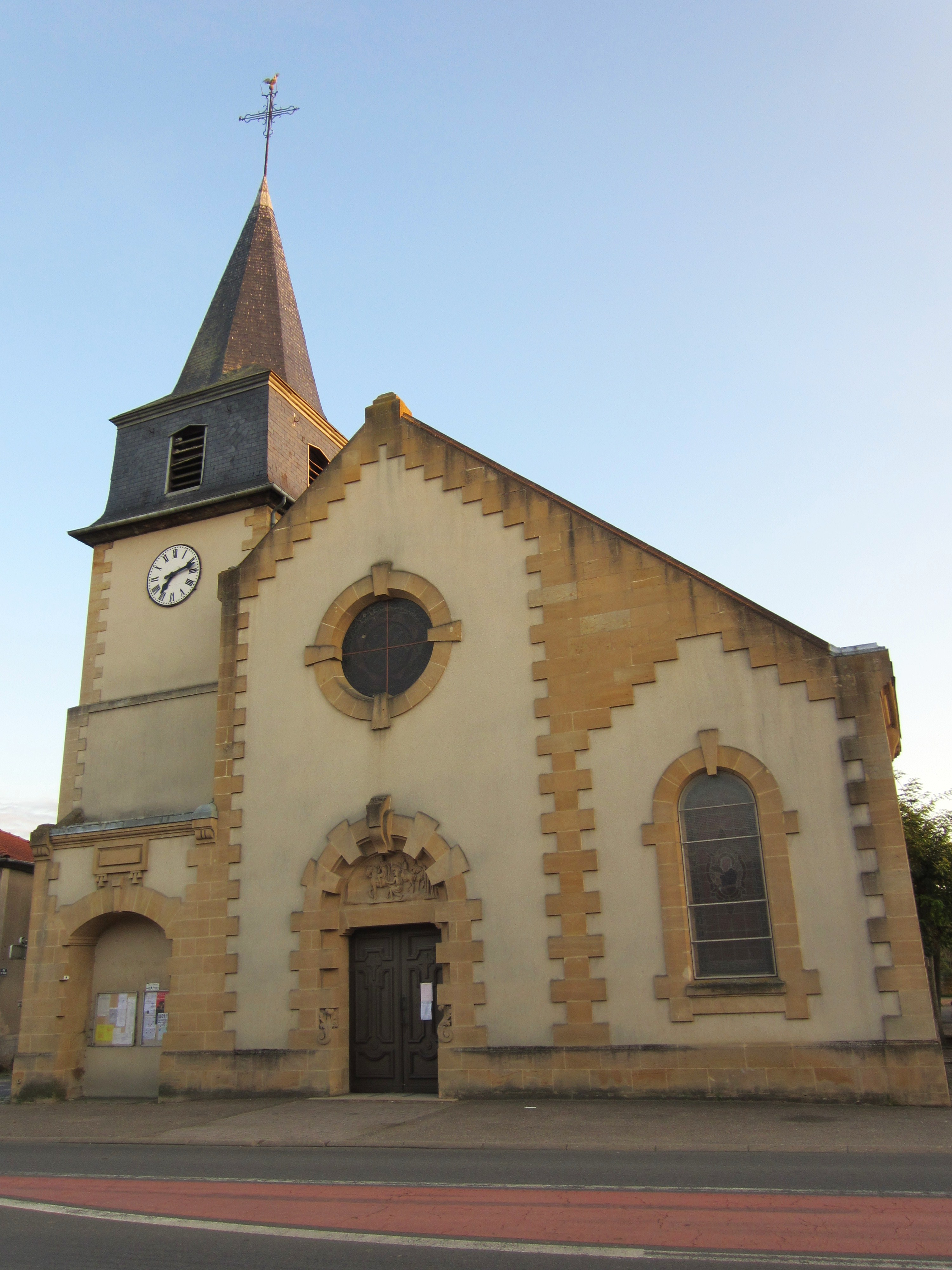
Kościół parafialny pw. św. Marcina (2011)

Jeandelize – miejscowość i gmina we Francji, w regionie Grand Est, w departamencie Meurthe i Mozela.
Według danych na rok 1990 gminę zamieszkiwały 373 osoby, a gęstość zaludnienia wynosiła 55 osób/km² (wśród 2335 gmin Lotaryngii Jeandelize plasuje się na 684. miejscu pod względem liczby ludności, natomiast pod względem powierzchni na miejscu 851.).

## Populacja

Populacja Jeandelize w latach 1962–2008